# Tulburea (okręg Buzău)
Tulburea – wieś w Rumunii, w okręgu Buzău, w gminie Costești. W 2011 roku liczyła 198 mieszkańców.